# Hexorthodes planalis
Hexorthodes planalis är en fjärilsart som beskrevs av Augustus Radcliffe Grote 1883. Hexorthodes planalis ingår i släktet Hexorthodes och familjen nattflyn. Inga underarter finns listade i Catalogue of Life.